# جمهوری سوسیالیستی کارگران فنلاند
جمهوری سوسیالیستی کارگران فنلاند (فنلاندی: Suomen sosialistinen työväentasavalta) (FSWR) که بیشتر با نام فنلاند سرخ شناخته می‌شود، یک دولت سوسیالیستی خودخوانده در فنلاند در طول جنگ داخلی فنلاند از ژانویه تا می ۱۹۱۸ بود.